# Synaptola
Synaptola is een kevergeslacht uit de familie van de boktorren (Cerambycidae). De wetenschappelijke naam van het geslacht werd voor het eerst geldig gepubliceerd in 1879 door Bates.

## Soorten
Synaptola omvat de volgende soorten:
- Synaptola congoensis Juhel, 2013
- Synaptola fuelleborni Schmidt, 1922
- Synaptola lugens Schmidt, 1922
- Synaptola nitidipenne (Gahan, 1890)
- Synaptola pseudorobusta Juhel, 2013
- Synaptola robusta (Jordan, 1894)
- Synaptola tomentosus Schmidt, 1922
- Synaptola armipes Bates, 1879
- Synaptola chlorina Bates, 1879
- Synaptola minor Jordan, 1894
- Synaptola mutica Kolbe, 1893
- Synaptola pubiventris Jordan, 1894
- Synaptola rugulosa Bates, 1879
- Synaptola thoracalis Schmidt, 1922
- Synaptola brevicornis Bates, 1879
- Synaptola morettoi Adlbauer, 2009
- Synaptola nigra Juhel, 2013
- Synaptola plicaticollis (Quedenfeldt, 1882)